# تنیس روی میز
تنیس روی میز یا پینگ-پنگ ورزشی است که روی میز انجام می‌شود و دو یا چهار بازیکن در آن مشارکت دارند و هر بازیکن یک راکت دارد و با بهره‌گیری از آن به توپ ضربه می‌زند. در وسط میز، یک تور قرار دارد و برخورد توپ با آن تابع قوانین خاصی است. توپ در این ورزش سبک (سفید یا نارنجی رنگ) و توخالی است. جنس میز از چوب و شیشهٔ سخت است.
تنیس روی میز توسط فدراسیون جهانی تنیس روی میز که در سال ۱۹۲۶ تأسیس شد اداره می‌شود. از سال ۱۹۸۸ تنیس روی میز به ورزش‌های المپیک اضافه شد.

## پیشینه
خاستگاه این بازی در بریتانیا است که در سال‌های ۱۸۹۰–۱۸۸۰ شاهزادگان (زمان ملکه ویکتوریا) طبقهٔ بالا پس از خوردن ناهار برای سرگرمی به آن می‌پرداختند. گویا در آن زمان آن‌ها ترجیح می‌دادند تا به جای آنکه در زیر آفتاب تنیس بازی کنند به انجام ورزشی بپردازند که در زیر سقف باشد، پس تنیس روی میز را ساختند. در برخی کشورهای انگلیسی زبان، دانشگاه‌ها و مدارس و مراکز ورزشی از به کار بردن واژهٔ پینگ پنگ برای این رشتهٔ ورزشی منع شده‌اند و به جای آن باید از تنیس روی میز استفاده کنند. دلیل آن هم لفظ واژهٔ پینگ پنگ است که در گذشته برای تمسخر یا تحقیر ساکنان شرق آسیا استفاده می‌شده است و دارای بار نژادپرستی است.
همچنین گفته می‌شود که تنیس روی میز نام ورزش است ولی پینگ پنگ نام یک برند آمریکایی است که در سال ۱۹۰۱ ثبت شده و در وبسایت خود نیز به تفاوت تعریف تنیس روی میز و پینگ پنگ پرداخته است.

## چگونگی بازی

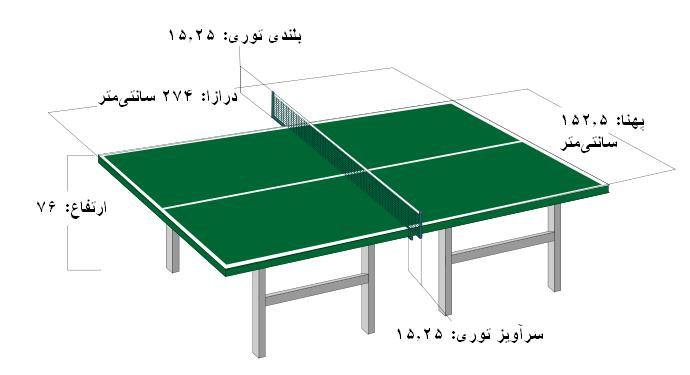
ابعاد میز پینگ پنگ.

پس از ضربهٔ سرویس که می‌بایست در نیمهٔ زمین فرد آغازگر بر زمین بخورد٫ در ضربه‌های بعدی توپ باید فقط در نیمهٔ زمین طرف مقابل به زمین بخورد. دو نیمهٔ زمین با یک تور از هم جدا شده‌اند. اگر توپ در زمین حریف فرود نیاید یک امتیاز به حریف اضافه می‌شود و اگر توپ در زمین حریف فرود آید و پس از آن حریف نتواند توپ را به زمین طرف مقابل بزند یک امتیاز به فردی که ضربه را زده افزوده می‌شود.
اگر در ضربهٔ اول، توپ پس از این که به زمین‌خورد، به تور بخورد و سپس در زمین حریف اصابت کند «نت» حساب می‌شود و فردی که آغازگر است باید دوباره ضربه را بزند و هیچ امتیازی برای کسی حساب نمی‌شود. و همچنین برخورد بدن یا راکت بازیکن نیز خطا بوده و یک امتیاز به نفع حریف می‌شود.

## شناسه‌ها و تعاریف

### چکیده
- رالی عبارت است از مدت زمانی که توپ در جریان بازی در گردش است.
- توپ از آخرین لحظه‌ای که به صورت ثابت در کف دست آزاد بازیکن قرار دارد، پیش از پرتاب برای زدن سرویس، رالی یک نت یا یک امتیاز محسوب می‌شود.
- یک نت عبارت است از یک رالی که نتیجهٔ آن در شمارش بازی منظور نمی‌شود.
- یک امتیاز عبارت است از یک رالی که نتیجه آن در شمارش بازی منظور می‌شود.
- دست بازی دستی است که راکت را می‌گیرد.
- دست آزاد دستی است که راکت را نمی‌گیرد.
- یک بازیکن زمانی به توپ ضربه وارد کرده است که با راکتی که در دست دارد یا با قسمت زیر مچ دست به توپ ضربه بزند.
- یک بازیکن زمانی در مقابل توپ انسداد ایجاد می‌کند که لباس وی یا آنچه همراه خود دارد در هنگام بازی با توپی که هنوز از خط انتهایی خود عبور نکرده یا از زمان آخرین ضربه از سوی حریف با زمین بازی برخورد نداشته تماس حاصل کند.
- زنندهٔ سرویس بازیکنی است که اولین ضربه را در یک «رالی» به توپ وارد می‌کند.
- گیرندهٔ سرویس بازیکنی است که دومین ضربه را در یک «رالی» به توپ وارد می‌کند.
- داور شخصی است که برای کنترل مسابقه منصوب می‌شود.
- کمک داور شخصی است که در زمان تصمیم‌گیری‌های ویژه به داور کمک می‌کند.

هر آنچه بازیکن پوشیده یا همراه خود داشته باشد به غیر از توپ شامل همهٔ لوازم و اشیایی است که در هنگام آغاز رالی مورد استفادهٔ وی بوده است.
زمانی که توپ از هر منطقه‌ای به جز از قسمت بین تور و پایهٔ آن یا از قسمت بین تور و سطح بازی عبور کند، در واقع آن توپ از روی مجموعهٔ تور یا دور تا دور آن «عبور کرده» تلقی خواهد شد.
- خط پایانی خطی است که به صورت فرضی در هر دو جهت امتداد داشته باشد.

### شرح شناسه‌ها

#### سرویس
در آغاز یک سرویس، توپ باید بدون حرکت روی کف دست آزاد زنندهٔ سرویس در پشت خط پایانی و در بالای سطح بازی قرار داشه باشد.
سپس زنندهٔ سرویس توپ را تقریباً با حالت عمودی و به سمت بالا بدون چرخش پرتاب خواهد کرد به صورتی که توپ، پس از رها شدن از کف دست آزاد بازیکن حداقل ۱۶ سانتیمتر به سمت بالا بیاید و سپس قبل از ضربه خوردن، بدون تماس با چیزی پایین خواهد آمد. در زمان نگه داشتن توپ برای سرویس حریف باید قادر به دیدن حداقل ۸۰ درصد توپ باشد. در زمانی که توپ به سمت پایین در حال حرکت است، زنندهٔ سرویس به آن ضربه وارد می‌کند به نحوی که توپ ابتدا با زمین خود و سپس بعد از عبور از روی مجموعهٔ تور یا از کنار آن، مستقیماً با زمین حریف تماس حاصل کند. در بازی‌های دو نفره، توپ باید به ترتیب به نیمهٔ سمت راست زمین زنندهٔ سرویس و گیرندهٔ سرویس برخورد کند.
از شروع سرویس تا وقتی که به توپ ضربه وارد می‌شود توپ باید بالاتر از سطح بازی و پشت خط پایانی زنندهٔ سرویس قرار داشته باشد و نباید توپ توسط قسمتی از بدن یا لباس زنندهٔ سرویس یا یار او از گیرندهٔ سرویس پنهان گردد. ضمناً پس از انجام سرویس، دست آزاد زنندهٔ سرویس نباید بین بدن او و تور قرار گیرد.
بازیکن مسئول است سرویس را به نحوی اجرا نماید که داور یا کمک او قادر به مشاهدهٔ رعایت مقررات اجراء سرویس صحیح از جانب او باشند.
درصورتی‌که داور نسبت به صحیح بودن سرویس شک داشته باشد (برای اولین بار) تنها با دادن اخطار به زنندهٔ سرویس اکتفا می‌کند، اما امتیاز به دریافت کنندهٔ سرویس داده نمی‌شود.
در صورت تکرار بند بالا (تردید داور در ارتباط با صحیح بودن سرویس) خطا گرفته شده و برای دریافت کنندهٔ سرویس یک امتیاز در نظر گرفته خواهد شد.
در صورتی‌که به هنگام اجرای سرویس توپ به خط سفید کناری به عرض ۲ سانتیمتر در امتداد طول (لبهٔ ۲٫۷۴ متری) و خط سفید انتهایی به عرض ۲ سانتی‌متر در امتداد عرض (لبه ۱٫۵۲۵ متری) برخورد کند به صورتی که مسیر توپ تغییر کند داور تنها با دادن اخطار به زنندهٔ سرویس اکتفا می‌کند، اما امتیاز به دریافت کنندهٔ سرویس داده نمی‌شود.
در صورتی که سرویس آشکارا غلط باشد، هیچ اخطاری داده نخواهد شد و به گیرندهٔ سرویس یک امتیاز تعلق خواهد گرفت.
استثنائاً، در صورتی‌که داور، پیش از مسابقه از ناتوانی‌های جسمی یک بازیکن آگاهی داشته باشد می‌تواند برخی از موارد عدم اجرای صحیح سرویس را نادیده بگیرد.

#### برگشت توپ
به توپی که سرویس شده یا برگشت داده شده به نحوی ضربه وارد خواهد شد که یا مستقیماً از بالا یا از کنار مجموعهٔ تور عبور کند یا پس از اصابت به مجموعهٔ تور به زمین حریف اصابت کند.

#### ترتیب بازی
در بازی‌های انفرادی، زنندهٔ سرویس ابتدا باید یک سرویس صحیح را اجرا کند، سپس گیرندهٔ سرویس، یک برگشت صحیح را اجرا کند و به همین ترتیب زنندهٔ سرویس و گیرندهٔ سرویس هر یک به‌طور متناوب یک برگشت صحیح را انجام دهند.
در بازی‌های دو نفره، ابتدا زنندهٔ سرویس، باید یک سرویس صحیح را اجرا کند، سپس گیرندهٔ سرویس، یک برگشت صحیح انجام داده، بعد از آن همبازی زنندهٔ سرویس، یک برگشت درست انجام می‌دهد و پس از آن هر بازیکن به نوبهٔ خود به‌طور متوالی برگشت صحیح را انجام خواهد داد.

#### نت
یک رالی در موارد زیر یک «نت» محسوب می‌شود:
در صورتی که توپ در سرویس در حین عبور از محوطهٔ تور، به آن برخورد کند، مشروط بر آن‌که سرویس به درستی اجرا شده باشد یا گیرندهٔ توپ یا همبازی او در توپ انسداد ایجاد کند.
درصورتی‌که سرویس زمانی اجرا شود، گیرندهٔ سرویس یا همبازی او آمادگی لازم را نداشته و هیچ‌گونه اقدامی در جهت وارد کردن ضربه به توپ انجام ندهند.
در صورتی که بنا به دلایلی که خارج از کنترل بازیکن است، سرویس غیر صحیح یا برگشت غیر صحیح یا عملی مغایر با قوانین بازی صورت گرفته باشد.
در صورتی که بازی توسط داور یا کمک داور متوقف شود.
بازی را در موارد زیر می‌توان متوقف ساخت:
به منظور تصحیح اشتباهی که در سرویس، دریافت یا زمین رخ داده است؛
به منظور اعلام سیستم تسریع؛
به منظور اخطار یا جریمهٔ بازیکن؛
اگر عواملی باعث اختلال در شرایط بازی شود به نحوی که در نتیجهٔ رالی تأثیر بگذارد.

#### امتیاز
به غیر از مواردی که رالی، یک نت محسوب می‌شود، در موارد زیر بازیکن یک امتیاز کسب می‌کند:
- اگر حریف او نتواند یک سرویس صحیح اجرا کند.
- اگر حریف او نتواند یک برگشت صحیح اجرا کند.
- اگر پس از آنکه یک سرویس صحیح با یک برگشت صحیح را انجام داد، توپ پیش از آنکه توسط حریف زده شود به جایی غیر از مجموعهٔ تور اصابت کند.
- اگر توپ پس از آنکه توسط حریف زده شد، بدون اصابت با زمین او از خط انتهایی عبور کند.
- اگر حریف مانعی بر سر راه توپ ایجاد کند.
- اگر حریف دو مرتبه متوالی به توپ ضربه وارد کند.
- اگر حریف با طرفی از راکت که سطح آن فاقد لاستیک است به توپ ضربه وارد کند.
- اگر بازیکن مقابل و هر آنچه که پوشیده یا حمل می‌کند، سطح بازی را حرکت دهد.
- اگر بازیکن مقابل و هر آنچه که پوشیده یا حمل می‌کند، به مجموعهٔ تور اصابت کند.
- اگر دست آزاد بازیکن به سطح بازی برخورد کند.
- اگر بازیکنان مقابل در مسابقات دو نفره خارج از نوبتی که توسط اولین زنندهٔ توپ و اولین گیرندهٔ توپ تعیین شده است به توپ ضربه وارد کنند.
- و مواردی که در قسمت مربوط به سیستم تسریع به آن‌ها اشاره خواهد شد.[۷]

#### گیم
بازی از پنج گیم ۱۱ امتیازی تشکیل می‌شود.
هر بازیکن یا زوجی که زودتر به امتیاز ۱۱ دست یابد، برندهٔ گیم خواهد بود، مگر آنکه دو بازیکن یا هر دو زوج به امتیاز مساوی ۱۰ دست یابند. در این صورت برنده، بازیکن یا زوجی خواهد بود که دو امتیاز پی در پی بیشتر از حریف خود کسب کند.

#### میز
سطح روی میز که سطح بازی نامیده می‌شود، باید به صورت مستطیل بوده طول آن ۲٫۷۴ متر و عرض آن ۱٫۵۲۵ متر باشد. این میز که در سطح افقی قرار می‌گیرد باید ۷۶ سانتیمتر از زمین ارتفاع داشته باشد. سطح مؤثر بازی کناره‌های عمودی میز را در برنخواهد گرفت. سطح بازی می‌تواند از هر جنسی ساخته شود با این شرط که وقتی یک توپ استاندارد در هر قسمت میز از ارتفاع ۳۰ سانتیمتری رها شود به اندازه ۲۳ سانتیمتر به سمت بالا جهش داشته باشد.
سطح بازی باید دارای رنگی یکنواخت به صورت تیره و مات و بدون بازتاب نور باشد و خط سفید کناری به عرض ۲ سانتیمتر در امتداد طول (لبهٔ ۲/۷۴ متری) و خط سفید انتهایی به عرض ۲ سانتیمتر در امتداد عرض (لبهٔ ۱٫۵۲۵ متری) کشیده می‌شود.
سطح بازی به‌وسیلهٔ یک تور عمودی به دو قسمت مساوی تقسیم می‌شود. این تور موازی با خطوط انتهایی و به‌طور یکنواخت از یک طرف میز به طرف دیگر آن کشیده می‌شود.
در بازی‌های دو نفره، هر زمین به وسیلهٔ یک خط میانی سفید رنگ به عرض ۳ میلی‌متر به دو قسمت مساوی به نام «نیم زمین» تقسیم می‌شود. این خط میانی به موازات خطوط کناری کشیده خواهد شد و باید جزئی از نیم زمین سمت راست محسوب شود.

#### مجموعهٔ تور
مجموعهٔ تور شامل تور، ضمائم آن، پایه‌های مربوط و گیره‌هایی است که مجموعهٔ تور را به میز متصل می‌کند. تور باید به‌وسیلهٔ طنابی که طرفین آن به دوپایهٔ عمودی به ارتفاع ۱۵٫۲۵ سانتیمتر بسته شده متصل شود و حد خارجی این دوپایه نیز باید ۱۵٫۲۵ سانتیمتر خارج از خط کناری میز باشد. بخش بالای تور در سرتاسر طول آن باید ۱۵٫۲۵ سانتیمتر از سطح بازی ارتفاع داشته باشد. بخش پایین تور، در سرتاسر طول آن باید تا حد امکان به سطح بازی نزدیک بوده و قسمت‌های انتهایی دو طرف تور نیز تا حد امکان نزدیک و چسبیده به میله‌های نگهدارندهٔ تور باشد.

#### توپ

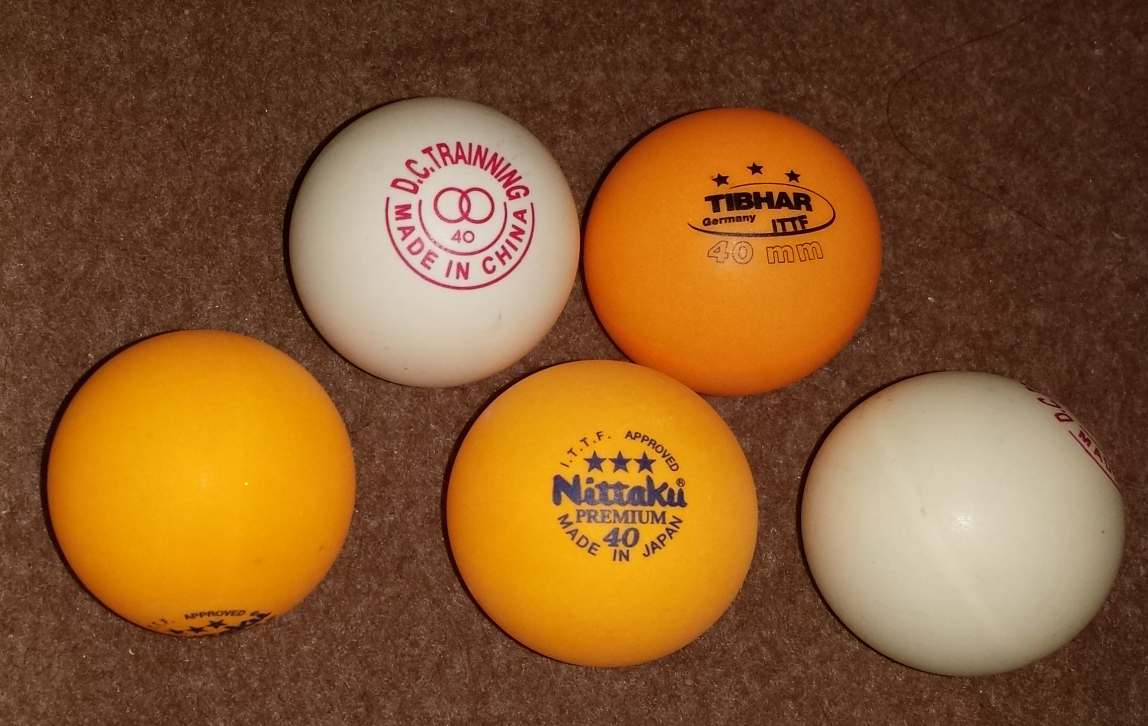
مجموعه‌ای از توپ‌های پینگ پنگ

توپ باید کروی شکل و قطر آن ۴۰ میلی‌متر باشد. وزن توپ باید ۲٫۷ گرم باشد. جنس توپ باید از پلیمری غیرسلولوئیدی یا مواد پلاستیکی مشابه و رنگ آن سفید مات یا نارنجی مات و بدون انعکاس نور باشد. توپ دارای ضریب ارتجاعی ۰٫۹۴ بوده و در مقابل ضربه‌های محکمی که نزدیک به ۱۸۰ کیلومتر بر ساعت سرعت به آن می‌دهد به خوبی مقاوم است. به‌دلیل جلوگیری از خطرات مادهٔ سلولوئید تمام مسابقات فدراسیون جهانی از سال ۲۰۱۴ با توپ‌های پلاستیکی به قطر ۴۰ میلی‌متر با جنس مواد پی‌وی‌سی پلاستیکی و با همان وزن ۲٫۷ گرم انجام می‌شود.
انتخاب رنگ توپ با توجه به رنگ میز و محیط اطراف آن انجام می‌شود. برای مثال، یک توپ سفید، روی میز سبز یا آبی راحت‌تر از روی میز خاکستری دیده می‌شود. سازندگان توپ، عموماً کیفیت توپ را با سیستم رتبه‌بندی ستاره نشان می‌دهند. ستاره‌های روی توپ معمولاً از یک تا سه هستند، که سه ستاره دارای بالاترین درجهٔ کیفیت است. از آنجایی که این سیستم در بین سازندگان، روشی است استاندارد ندارد نیست، تنها راهی که می‌توان از توپ‌ها در رقابت‌های رسمی استفاده کرد، علامت تأیید فدراسیون جهانی (ITTF) است. (تأیید ITTF روی توپ‌های مورد تأیید چاپ می‌شود).

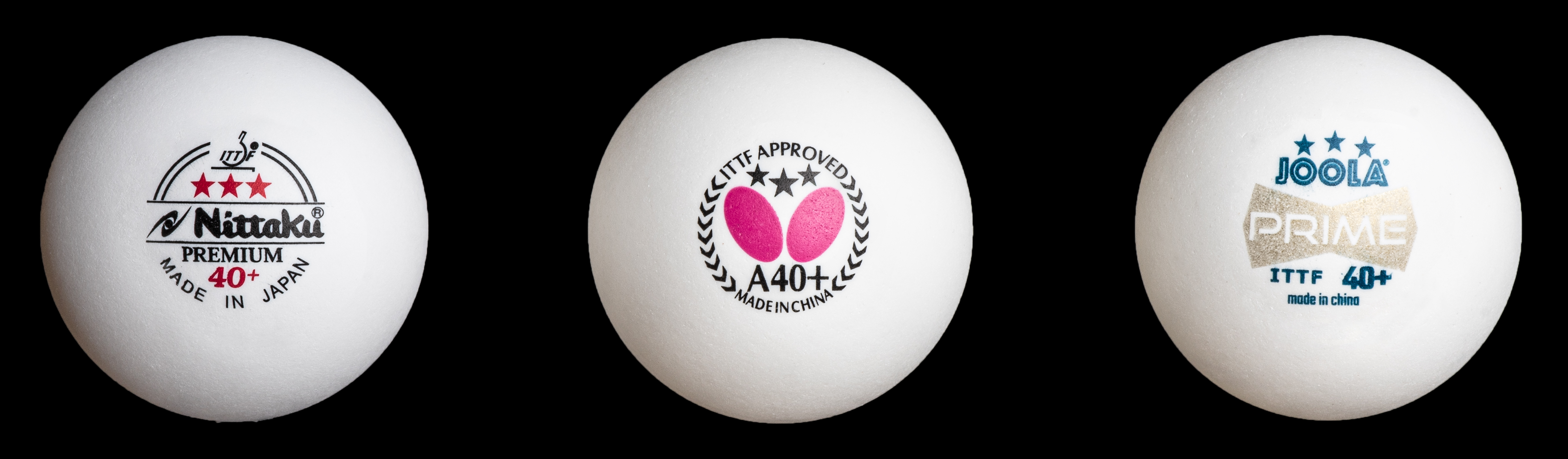
چند توپ تنیس روی میز مورد تأیید فدراسیون جهانی (ITTF)

تا پیش از پایان بازی‌های المپیک تابستانی ۲۰۰۰ توپ‌ها ۳۸ میلی‌متری بودند و پس از این مسابقات، توپ ۴۰ میلی‌متری به‌عنوان توپ استاندارد معرفی شد. این موضوع باعث بروز اختلافاتی شد؛ مثلاً ولادیمیر سامسونوف، نفر شمارهٔ ۱ رنکینگ جهانی در آن زمان، تهدید کرد که از جام جهانی ۲۰۰۰ که قرار بود در آن برای نخستین بار از توپ جدید ۴۰ میلی‌متری استفاده شود کناره‌گیری خواهد کرد.

#### راکت
راکت می‌تواند به هر شکل، اندازه و وزن مورد استفاده قرار گیرد اما تیغهٔ (چوب) آن باید صاف و محکم باشد.
حداقل ۸۵٪ از ضخامت تیغهٔ راکت (چوب راکت) باید از چوب طبیعی باشد. یک لایهٔ چسبانک در میان تیغهٔ راکت می‌تواند به کمک مواد الیافی مانند الیاف کربن، الیاف شیشه یا کاغذ فشرده، محکم و تقویت شود اما این لایه نباید ضخیم‌تر از ۵٫۷ درصد کل ضخامت یا ۵۳٫۰ میلی‌متر باشد (در این محاسبه هر کدام عدد کمتری باشد در نظر گرفته می‌شود).
هر طرف تیغه یا چوب راکت که برای ضربه زدن به توپ مورد استفاده قرار می‌گیرد باید از جنس لاستیک معمولی عاجدار که عاج آن‌ها به طرف بیرون است پوشیده شود که در این صورت ضخامت کل آن به انضمام چسب نباید از ۲ میلی‌متر تجاوز کند، یا از جنس لاستیک دولایه با عاج‌های به طرف داخل یا خارج بوده که ضخامت کل آن به انضمام چسب نباید از ۴ میلی‌متر بیشتر باشد.
لاستیک عاجدار معمولی عبارت است از یک لاستیک بدون منفذ از نوع طبیعی یا مصنوعی که عاج‌های آن به‌طور یکنواخت قرار گرفته‌اند. تراکم این عاج‌ها نباید کمتر از ۱۰ عاج و بیشتر از ۳۰ عاج در هر سانتیمتر مربع باشد.
لاستیک دولایه عبارت است از یک لایه اسفنج منفذدار که با یک لایهٔ بیرونی لاستیک عاجدار معمولی با ضخامت حداکثر ۲ میلی‌متر پوشیده شده است.
تیغهٔ راکت، لایهٔ بین آن، لایه‌های پوشش یا لایه‌های چسب بین آن که در قسمتی از راکت قرار داشته باشند که ضربه‌ها با آن زده می‌شود، باید یکنواخت بوده و دارای ضخامت یکسانی باشند.
سطح رویه یک طرف راکت یا سطح تیغهٔ راکت که رویه نداشته باشد، باید به رنگ قرمز روشن و مات و طرف دیگر آن سیاه باشد.
عدم یکنواختی در سطح رویهٔ راکت حتی به صورت جزئی یا عدم یکنواختی در رنگ آن که به دلیل ضربه خوردن یا ساییدگی رخ داده باشد مجاز است مشروط بر آنکه منجر به تغییر در کل خصوصیات سطح رویهٔ راکت نشود.
در آغاز هر مسابقه و هر زمان که در طول مسابقه، بازیکن راکتش را عوض کند باید راکتی که می‌خواهد از آن استفاده کند به حریفش و داور نشان دهد و اجازهٔ امتحان کردنش را نیز به آنان بدهد.

## بازیکنان سرشناس
| اسم             | جنسیت | ملیت | تعداد پیروزی                            | تعداد پیروزی               | تعداد پیروزی               |        |
| اسم             | جنسیت | ملیت | تنیس روی میز در بازی‌های المپیک تابستانی | مسابقات جهانی تنیس روی میز | جام جهانی تنیس روی میز     |        |
| --------------- | ----- | ---- | --------------------------------------- | -------------------------- | -------------------------- | ------ |
| یان اووه والدنر | مرد   | سوئد | ۱ (۱۹۹۲)                                | ۲ (۱۹۸۹, ۱۹۹۷)             | ۱ (۱۹۹۰)                   | [ ۲۰ ] |
| دنگ یاپینگ      | زن    | چین  | ۲ (۱۹۹۲, ۱۹۹۶)                          | ۳ (۱۹۹۱, ۱۹۹۵, ۱۹۹۷)       | ۱ (۱۹۹۶)                   | [ ۲۱ ] |
| لیو گولیانگ     | مرد   | چین  | ۱ (۱۹۹۶)                                | ۱ (۱۹۹۹)                   | ۱ (۱۹۹۶)                   | [ ۲۲ ] |
| کونگ لینگوی     | مرد   | چین  | ۱ (۲۰۰۰)                                | ۱ (۱۹۹۵)                   | ۱ (۱۹۹۵)                   | [ ۲۳ ] |
| وانگ نان        | زن    | چین  | ۱ (۲۰۰۰)                                | ۳ (۱۹۹۹, ۲۰۰۱, ۲۰۰۳)       | ۴ (۱۹۹۷, ۱۹۹۸, ۲۰۰۳, ۲۰۰۷) | [ ۲۴ ] |
| ژانگ یینینگ     | زن    | چین  | ۲ (۲۰۰۴, ۲۰۰۸)                          | ۲ (۲۰۰۵, ۲۰۰۹)             | ۴ (۲۰۰۱, ۲۰۰۲, ۲۰۰۴, ۲۰۰۵) | [ ۲۵ ] |
| ژانگ جیکه       | مرد   | چین  | ۱ (۲۰۱۲)                                | ۲ (۲۰۱۱, ۲۰۱۳)             | ۲ (۲۰۱۱, ۲۰۱۴)             | [ ۲۶ ] |
| لی شیائوشیا     | زن    | چین  | ۱ (۲۰۱۲)                                | ۱ (۲۰۱۳)                   | ۱ (۲۰۰۸)                   | [ ۲۷ ] |
| دینگ نینگ       | زن    | چین  | ۱ (۲۰۱۶)                                | ۳ (۲۰۱۱, ۲۰۱۵, ۲۰۱۷)       | ۲ (۲۰۱۱, ۲۰۱۴)             | [ ۲۸ ] |
| ما لونگ         | مرد   | چین  | ۲ (۲۰۱۶\|۲۰۲۰)                          | ۲ (۲۰۱۵, ۲۰۱۷)             | ۲ (۲۰۱۲, ۲۰۱۵)             |        |